# Heiligenkreuz (Niederösterreich)
Heiligenkreuz ist eine Gemeinde mit 1597 Einwohnern (Stand 1. Jänner 2025) im Wienerwald im Bezirk Baden bei Wien. Die postalische Bezeichnung des Hauptortes lautet Heiligenkreuz im Wienerwald (bis April 2003 Heiligenkreuz bei Baden).
Bekannt ist Heiligenkreuz für seine römisch-katholischen Einrichtungen, das Stift Heiligenkreuz (mit Philosophisch-Theologischer Hochschule Benedikt XVI.) und das Priesterseminar Leopoldinum (bis 2007 Rudolphinum).

## Geografie
Heiligenkreuz liegt im Bergland des Wienerwaldes im Tal des Sattelbaches, eines Nebenflusses der Schwechat. Das Gebiet ist Teil des Industrieviertels. Durch den Ort führt der alte Pilgerweg nach Mariazell, die so genannte Via Sacra.

### Gemeindegliederung
Das Gemeindegebiet umfasst folgende fünf Ortschaften (in Klammern Einwohnerzahl Stand 1. Jänner 2025):
- Füllenberg (37)
- Heiligenkreuz (556)
- Preinsfeld (136)
- Sattelbach (130)
- Siegenfeld (738)

Die Gemeinde besteht aus den Katastralgemeinden Heiligenkreuz und Siegenfeld.

### Nachbargemeinden
|        | Wienerwald                                  | Gaaden       |
| Alland | Kompassrose, die auf Nachbargemeinden zeigt | Pfaffstätten |
|        |                                             | Baden        |

## Geschichte

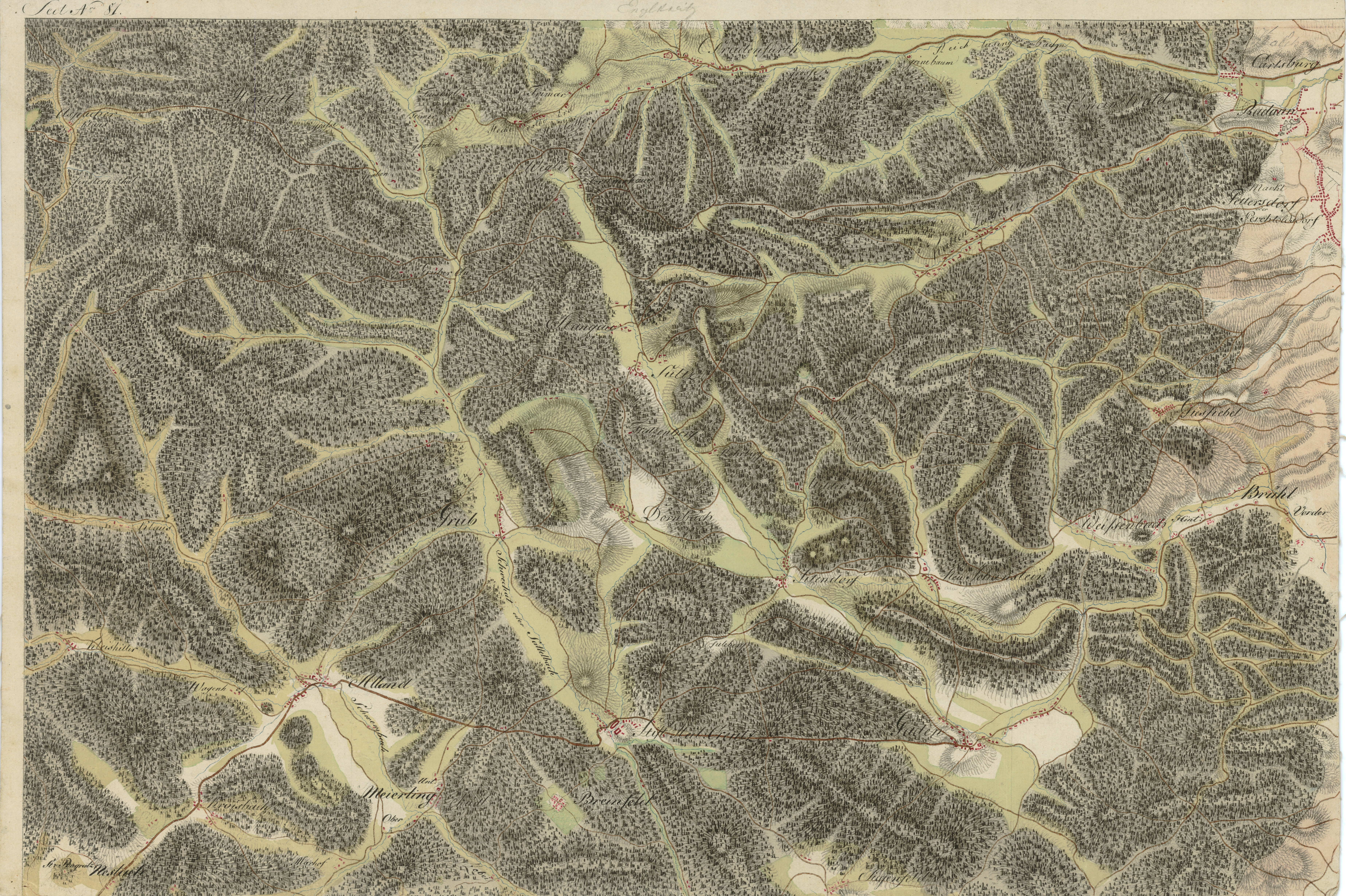
Heiligenkreuz (Mitte unten) um das Jahr 1780 (Josephinische Landesaufnahme)

Heiligenkreuz um 1872 (oben, Aufnahmeblatt der Landesaufnahme)

Die Zeit vor 1133 ist eng mit der Geschichte Allands verbunden; die Bevölkerung wird äußerst gering gewesen sein. Östlich des heutigen Ortes in Richtung Siegenfeld wurden Siedlungsreste des ehemaligen Ortes aus dem 12. Jahrhundert mit dem Namen Muchersdorf im Jahr 1991 gefunden. Erwähnt wird dieser Ort im Stiftsbrief aus dem Jahr 1136, in dem die Schenkung von Leopold III. an die Zisterzienser belegt wird. Das Weiße Kreuz, heute inmitten des Waldes, stellte die Grenze zwischen Heiligenkreuz und Muchersdorf dar.
Nach der Etablierung des Klosters wuchs die Wohnsiedlung im umliegenden Bereich langsam an, die meisten waren in der klösterlichen Gemeinschaft beschäftigt. In der Mitte des 19. Jahrhunderts hatte die Bevölkerungszahl 900 erreicht. Im Jahre 1850 wurde Heiligenkreuz mit den Katastralgemeinden Heiligenkreuz und Siegenfeld nach dem österreichischen Gemeindegesetz von 1849 eine selbständige Gemeinde. Abt Edmund Komáromy – Vorsteher des Stiftes – wurde zum ersten Bürgermeister von Heiligenkreuz gewählt. Die neue Gemeinde Heiligenkreuz wurde dem Verwaltungsbezirk Baden angeschlossen.
Laut Adressbuch von Österreich waren im Jahr 1938 in der Ortsgemeinde Heiligenkreuz ein Arzt, zwei Ansichtskartenhändler, ein Bäcker, ein Buchhändler, ein Devotionalienhändler, ein Fleischer, ein Friseur, vier Gastwirte, drei Gemischtwarenhändler, sieben Holzhändler, drei Milchhändler, ein Schmied, ein Schneider und eine Schneiderin, zwei Schuster, ein Viehhändler, zwei Viktualienhändler, ein Wagner, eine Weinschenke, ein Zimmermeister, ein Zuckerwarenhändler und einige Landwirte ansässig. Des Weiteren gab es ein Elektrizitätswerk und zwei Kalkwerke.
Das Hochwasser im September 2024 verursachte in Heiligenkreuz verbreitet Überflutungen, auch von bewohntem Gebiet. Betroffen waren vor allem die Ortschaften Heiligenkreuz und Sattelbach, sowie auch das Priesterseminar Leopoldinum, die Katharinenkapelle und Teile der angrenzenden Hochschule.

## Bevölkerung

### Bevölkerungsentwicklung
Seit 1869 (900 Einwohner) nahm die Bevölkerung kontinuierlich zu; nennenswerte Rückgänge waren lediglich zwischen 1910 und 1923 sowie zwischen 1951 und 1961 zu verzeichnen. Zwischen den Volkszählungen 1981 und 1991 war ein Zuwachs von 19,8 % zu verzeichnen, während in den folgenden zehn Jahren (bis 2001) die Bevölkerung nur um 7 Personen zunahm.
| Heiligenkreuz: Einwohnerzahlen von 1869 bis 2025    | Heiligenkreuz: Einwohnerzahlen von 1869 bis 2025 | Heiligenkreuz: Einwohnerzahlen von 1869 bis 2025 | Heiligenkreuz: Einwohnerzahlen von 1869 bis 2025 | Heiligenkreuz: Einwohnerzahlen von 1869 bis 2025 |
| --------------------------------------------------- | ------------------------------------------------ | ------------------------------------------------ | ------------------------------------------------ | ------------------------------------------------ |
| Jahr                                                |                                                  |                                                  |                                                  | Einwohner                                        |
| 1869                                                | 1869                                             |                                                  | 900                                              | 900                                              |
| 1880                                                | 1880                                             |                                                  | 921                                              | 921                                              |
| 1890                                                | 1890                                             |                                                  | 1.092                                            | 1.092                                            |
| 1900                                                | 1900                                             |                                                  | 1.162                                            | 1.162                                            |
| 1910                                                | 1910                                             |                                                  | 1.138                                            | 1.138                                            |
| 1923                                                | 1923                                             |                                                  | 975                                              | 975                                              |
| 1934                                                | 1934                                             |                                                  | 1.005                                            | 1.005                                            |
| 1939                                                | 1939                                             |                                                  | 987                                              | 987                                              |
| 1951                                                | 1951                                             |                                                  | 1.083                                            | 1.083                                            |
| 1961                                                | 1961                                             |                                                  | 946                                              | 946                                              |
| 1971                                                | 1971                                             |                                                  | 1.056                                            | 1.056                                            |
| 1981                                                | 1981                                             |                                                  | 1.105                                            | 1.105                                            |
| 1991                                                | 1991                                             |                                                  | 1.324                                            | 1.324                                            |
| 2001                                                | 2001                                             |                                                  | 1.331                                            | 1.331                                            |
| 2011                                                | 2011                                             |                                                  | 1.558                                            | 1.558                                            |
| 2021                                                | 2021                                             |                                                  | 1.541                                            | 1.541                                            |
| 2025                                                | 2025                                             |                                                  | 1.597                                            | 1.597                                            |
| Quelle(n): Statistik Austria, Gebietsstand 1.1.2021 |                                                  |                                                  |                                                  |                                                  |

### Religionen
Die Mehrheit der Einwohner (76,4 %) ist römisch-katholisch. Zweitgrößte Glaubensgemeinschaft ist der Islam (4,7 %), dicht gefolgt von der evangelischen Kirche (4,1 %). Zur orthodoxen Kirche bekennen sich 2,2 %. Ohne religiöses Bekenntnis sind 9,6 % der Bevölkerung.

## Kultur und Sehenswürdigkeiten
- Stift Heiligenkreuz

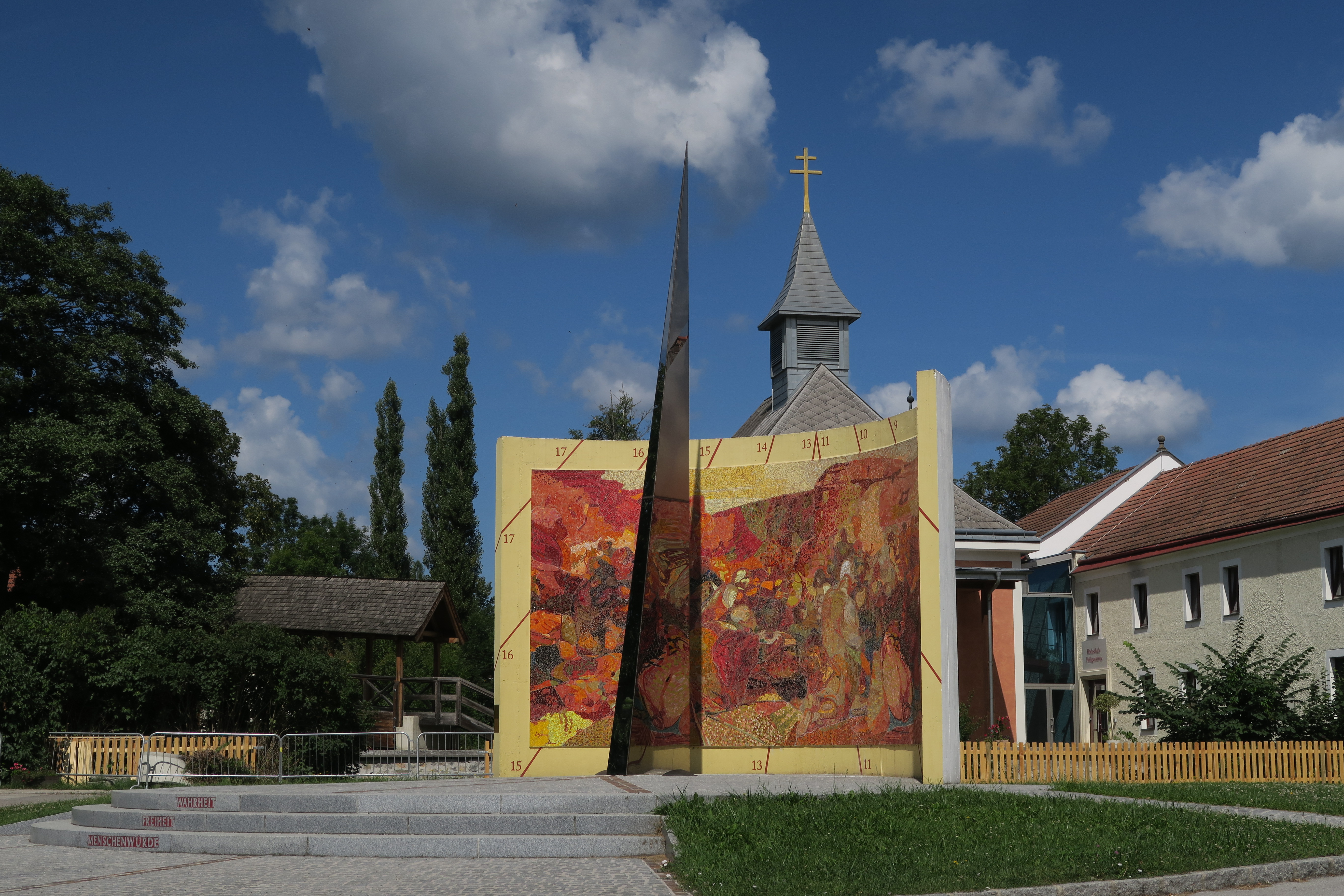
Sonnenuhr am Stiftseingang

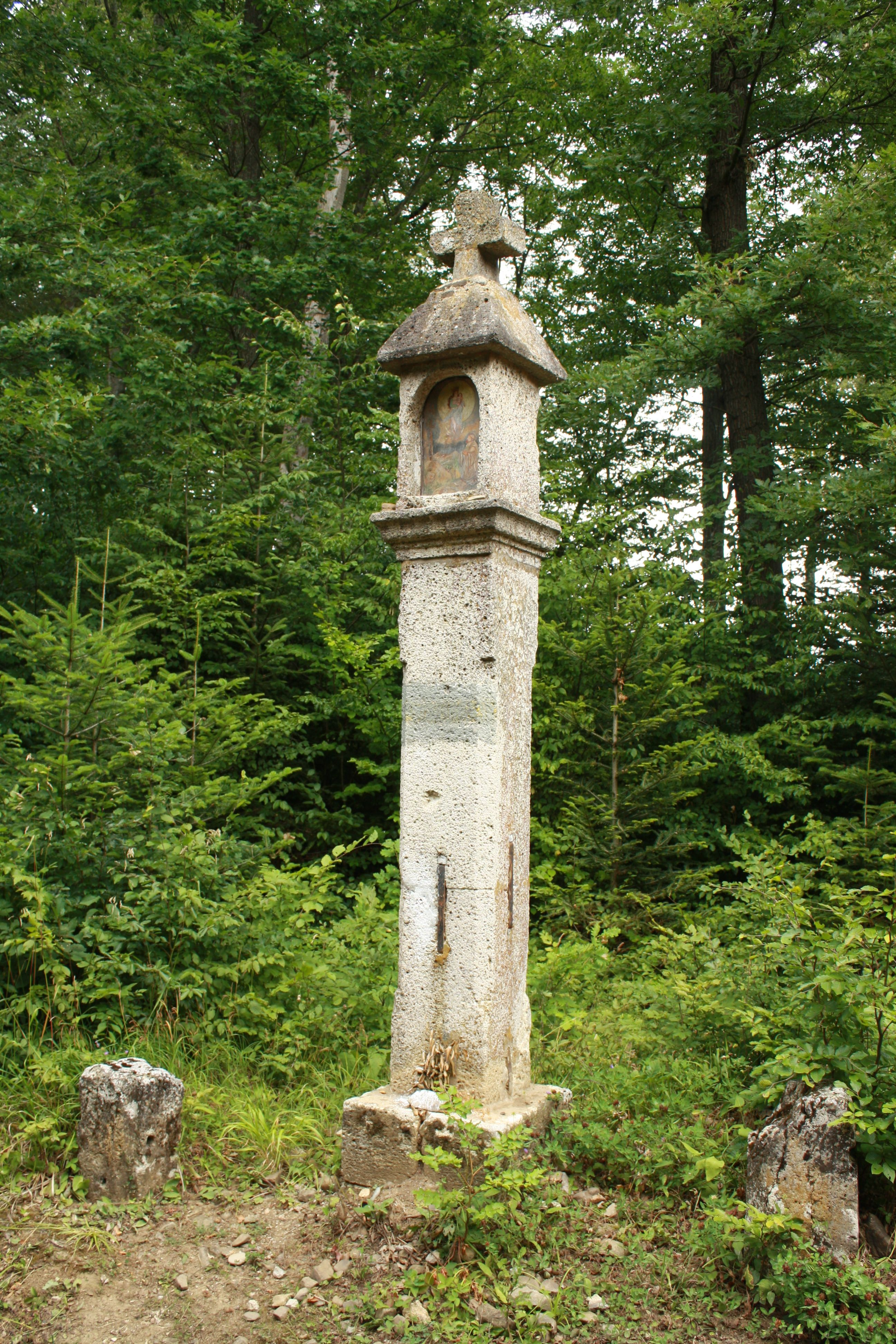
Weißes Kreuz, ehemalige Grenze des Stiftsbereiches

- Dreifaltigkeitssäule Heiligenkreuz
- Kalvarienberg Heiligenkreuz
- Lourdesgrotte Heiligenkreuz
- Weißes Kreuz
- Gruft Baroness Mary Vetsera

## Wirtschaft und Infrastruktur
Durch das Stift ist der Tourismus ein bedeutender Wirtschaftsfaktor. Das Stift betreibt einen großen Forstbetrieb; das Sägewerk wurde Ende 2016 geschlossen. 1981 realisierte das Stift die erste Fernwärmeanlage mit einem Biomasseheizwerk in Österreich, das zuerst nur die Stiftsgebäude, dann Gemeindeeinrichtungen, später auch Privathaushalte mit Wärme versorgte.
Initiiert von den Forstbetrieben des Stiftes wird auch alle vier Jahre eine Messe für Holzbringungsmaschinen, der Austrofoma, die europaweit eine der größten dieser Art ist. Die Maschinen werden hier nicht in Messehallen, sondern im realen Forstbetrieb ausgestellt. In Preinsfeld befindet sich ein Gipsbergwerk; der Abbau wurde 2001 eingestellt. In unmittelbarer Nachbarschaft zum aufgelassenen Gipsbergwerk befindet sich der Klosterwald, der seit 2019 Naturbestattungen mit Urnen bei Bäumen anbietet.
Viele Heiligenkreuzer pendeln zum Arbeiten in den Raum Baden.

### Öffentliche Einrichtungen
In Heiligenkreuz befindet sich ein Kindergarten und eine Volksschule.

### Verkehr
Der Ort hat öffentliche Busverbindung nach Baden bei Wien und nach Mödling. Die Mödlinger Straße B 11 führt durch den Ort.
Heiligenkreuz hat eine Autobahnanschlussstelle von der Wiener Außenringautobahn A21.

## Politik

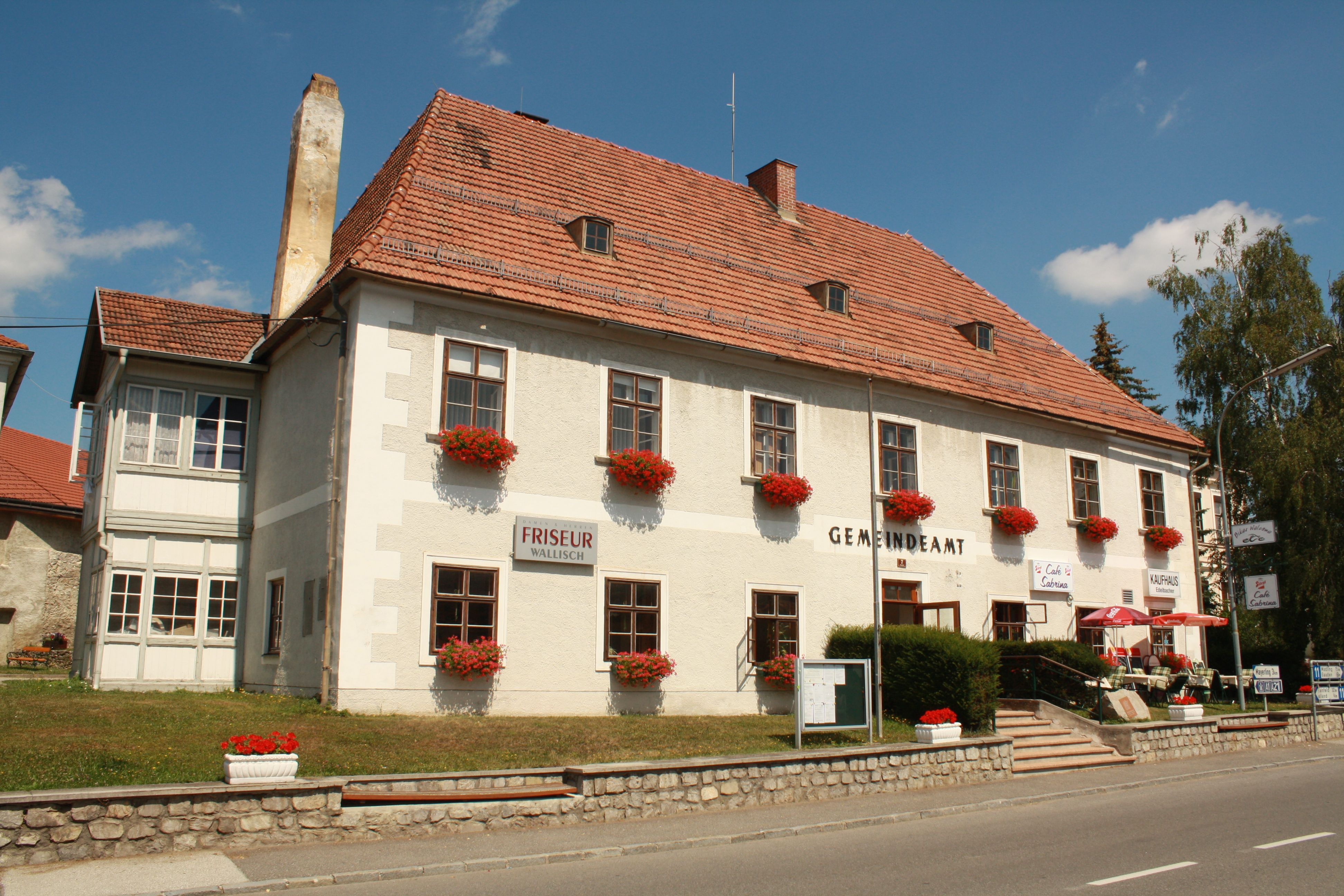
Gemeindeamt

### Gemeinderat
Der Gemeinderat hat 19 Mitglieder.
- Nach den Gemeinderatswahlen in Niederösterreich 1990 hatte der Gemeinderat folgende Verteilung: 14 ÖVP, 4 SPÖ und 1 FPÖ.
- Nach den Gemeinderatswahlen in Niederösterreich 1995 hatte der Gemeinderat folgende Verteilung: 12 ÖVP, 3 SPÖ, 3 BÜLI und 1 FPÖ.[11]
- Nach den Gemeinderatswahlen in Niederösterreich 2000 hatte der Gemeinderat folgende Verteilung: 13 ÖVP, 3 SPÖ, 2 BÜLI und 1 FPÖ.[12]
- Nach den Gemeinderatswahlen in Niederösterreich 2005 hatte der Gemeinderat folgende Verteilung: 14 ÖVP und 5 SPÖ.[13]
- Nach den Gemeinderatswahlen in Niederösterreich 2010 hatte der Gemeinderat folgende Verteilung: 15 ÖVP, 3 SPÖ und 1 GRÜNE.[14]
- Nach den Gemeinderatswahlen in Niederösterreich 2015 hatte der Gemeinderat folgende Verteilung: 14 ÖVP, 3 SPÖ und 2 GRÜNE[15]
- Nach den Gemeinderatswahlen in Niederösterreich 2020 hatte der Gemeinderat folgende Verteilung: 14 ÖVP, 3 GRÜNE und 2 SPÖ.[16]
- Nach den Gemeinderatswahlen in Niederösterreich 2025 hat der Gemeinderat folgende Verteilung: 11 ÖVP, 4 UG, 2 SPÖ und 2 GRÜNE.[17]

### Bürgermeister(seit 1945)
- 1945–1951  Hans Mädl (ÖVP)
- 1951–1952  Gottfried Brandl (ÖVP)
- 1952–1955  Ferdinand Paur (ÖVP)
- 1955–1956  Johann Gaumannmüller (ÖVP)
- 1956–1968  Josef Rattenschlager (ÖVP)
- 1969–1980 Johann Krammel (ÖVP)
- 1980–1990  Anton Bauernfeind (ÖVP)
- 1990–2014 Johann Ringhofer (ÖVP)[18]
- 2014–2024 Franz Winter (ÖVP)[19]
- seit 2024 Johannes Grasel (ÖVP)

### Wappen
Der Gemeinde wurde 1973 folgendes Wappen verliehen: In einem grünen Schild acht von der Schildesmitte auslaufende, zum Schildesrand sich verbreiternde goldene Strahlen belegt mit einem roten Tatzenkreuz.

## Persönlichkeiten

### Söhne und Töchter der Gemeinde
- Bernhard Medrizer († 1522), Zisterzienser und Abt des Stiftes Heiligenkreuz 1516–1519
- Géza von Csergheő (1840–1895), Offizier und Heraldiker
- Ottokar Janetschek (1884–1963), Bahninspektor und Schriftsteller
- Alfred Haasler (1907–1997), Zisterzienser und Missionar
- Gottfried Eder (1937–2014), Zisterzienser

### Mit der Gemeinde verbundene Persönlichkeiten
- Johannes Paul Chavanne (* 1983), Zisterzienser, Theologe
- Hanna-Barbara Gerl-Falkovitz (* 1945), Religionsphilosophin
- Severin Grill (1893–1975), Zisterzienser, Theologe
- Norbert Hofer (1874–1952), Zisterzienser, Regenschori, Organist und Professor
- Dominik Kaindl (1891–1973), Zisterzienser, Theologe, Generalvikar und Kirchenhistoriker
- Thomas Kakuska (1940–2005), Bratschist
- Aelred Pexa (1904–1974), Zisterzienser, Abt des Stiftes Rein 1954–1971
- Franz Schuselka (1811–1886), Politiker und Schriftsteller
- Karl Wallner (* 1963), Zisterzienser, Theologe
- Florian Watzl (1870–1915), Zisterzienser, Theologe, Stiftsarchivar des Stiftes Heiligenkreuz und Kirchenhistoriker
- Hermann Norbert Watzl (1902–1986), Zisterzienser, Theologe, Stiftsarchivar des Stiftes Heiligenkreuz und Kirchenhistoriker